# أبو الثواب
جبل أبو الثواب هو جبل يقع على الطريق الرئيسية المتصلة بين جرش وعمان. 

## الموقع
يقع جبل أبو الثواب على الطريق الرئيسية المتصلة بين جرش وعمان، وقد أدى فتح الموقع إلى شطره إلى شطرين، وأدت التوسعات الحديثة لعام 1991 م إلى تجريف الموقع بالكامل.
يبعد موقع جبل أبو الثواب حوالي (20 كم) جنوب جرش و(14 كم) إلى شمال من صويلح، وعلى بعد (2 كم) شمال شرق من قرية أم الرومان (kafafi 1985 : 31 : 1986 : 57 ).
يمثل المنحدر الجنوبي لابو الثواب المنطقة الأثرية لهذا الموقع، ويرتفع جبل أبو الثواب حوالي 550 م عن سطح البحر، ويطل المنحدر الجنوبي الغربي منه على وادي الرومان التي تجري به المياه طوال أيام السنة، ويصب في وادي الزرقاء ويعتبر هذا الوادي المصدر الرئيسي للموقع، وقدرت مساحته الأثرية بحوالي 200 م شرق – غرب و300 م شمال – جنوب (kafafi 1985 : 31 -32 ).
ومن خلال التنقيبات التي جريت في الموقع فقد تم التعرف على مرحلتين الرئيسيتين من الاستيطان. الأولى تعود إلى الفترة المتأخرة من العصر الحجري الحديث. الثانية تعود إلى العصر البرونزي القديم الأول)(kafafi 1985 : 31 -32).

## البحث الأثري للموقع
فقد نقب الموقع لربعة مواسم، حيث كان الموسم الأول في عام 1984 م، تحت أشراف الدكتور زيدان كفافي من معهد الآثار والانثروبولوجيا، كما كان الحال في الموسم الثاني عام 1985 م، وتوقف العمل بعد انقطاع ليعاد إليه عام 1989 م، تحت أشراف الدكتور زيدان كفافي، أما الموسم الأخير فقد كان عام 1990 م تحت أشراف مشترك بين معاوية إبراهيم وزيدان كفافي ونبيل القاضي من معهد الآثار والانثروبولوجيا.

## نتائج البحث الأثري
اعتمد التنقيب الأثري في موقع جبل أبو الثواب على المخطط الكنتوري والشبكي، حيث قسمت الموقع إلى أربع مناطق (a,b,c,d) وقسمت إلى مربعات 5*5.
أن الموقع من خلال المرحلتين الرئيسيتين من الاستيطان من المرحلة المبكرة العصر الحجري الحديث والمرحلة المتأخرة من العصر البرونزي المبكر الأول.
وقد تمثلت هاتين المرحلتين من خلال المخلفات المعمارية والفخارية والصوانية، وفصلت بين هاتين الطبقتين طبقة مخلوطة من مخلفات هاتين المرحلتين، أما مرحلة العصر الحجري الحديث (الحضارة اليرموكية) فقد تمثلت من مخلفات الفخارية، حيث عثر على بقايا الأواني الفخارية، وكانت مزخرفة بحزوز على شكل ظهر السمكة أو بشكل متموج، وكذلك وجد بعضها مدهون باللونين الأحمر والبني، وقد ظهرت بهذه المرحلة المخلفات المعمارية، والتي ظهرت فيها بعض المنازل المبنية من الحجارة المشذبة، وأرضياتها من التراب المرصوص، وعثر على الأرضيات حفر ربما استعملت للخزين أو النفايات. وفي نهاية هذه المرحلة هجر الموقع ولم يسكن في العصر الحجري النحاسي، ليعاد إلى الاستيطان في العصر البرونزي المبكر الأول، تمثلت هذه طبقة تعود إلى المخلفات المعمارية التي كانت تمثل منازل سكنية مستطيلة الشكل وكبيرة الحجم ومتصلة مع بعضها البعض ومرتبة الشكل بحيث تأخذ شكل شطرنج في تخطيطها. وبنيت جدران المنازل من الحجارة غير المشذبة، وقد رصفت أرضياتها بالقصارة الخشنة أو بالتراب المرصوص أو بالحجارة، وقد وجدت في الأرضيات حفر ربما استعملت لوضع الجرار فيها (دغلس 1988 : 35 -36).